# Geštinanna
Geštinanna (auch Geschtianna, Gestianna, Ninedena; sumerisch dGEŠTIN.AN.NA, auch dMU.TIN.AN.NA, Göttin der himmlischen Weinreben; in anderer Form auch AMA.dGEŠTIN als Mutter der Weinrebe) war eine sumerische Göttin. Sie wurde nach ihrer Verschmelzung mit Nin-edena auch als Herrin der Steppe und Mutter der Schafe in Hirtenfunktion genannt. Zusätzlich galt sie als weise Traumdeuterin und Tochter der dZE.ER.TUR (TUR.DU).
Ihr Hauptkultort war Uruk.
In der akkadisch-babylonischen Überlieferung nahm Geštinanna wie Nin-edena den Rang einer Unterweltsgöttin ein. Sie war Schwester des Dumuzi und, selten, Gattin des Ningišzida. Gewöhnlich galt sie als unverheiratet.
Geštinanna entsprach bei den Akkadern der Bēlet-ṣēri, bei den Babyloniern Belet-ekallim. Bēlet-ṣēri war Gattin des Amurru. In ihrer akkadischen und babylonischen Form führte sie den Funktionstitel Nin-Égal (Herrin der Tempel).